# Sciurus pachecoi
Sciurus pachecoi — південноамериканський вид гризунів з родини вивіркових (Sciuridae) і роду вивірок (Sciurus). Його було описано в березні 2024 року, і наразі він відомий лише в районах перуанського регіону Лорето в західній частині басейну Амазонки на південь від Амазонки та на схід від Ріо-Укаялі. Його назвали на честь Віктора Пачеко, куратора ссавців Музею природної історії Ліми.

## Особливості
З довжиною голови й тулуба від 18 до 21 сантиметра, довжиною хвоста від 15 до 21 сантиметра і вагою від 230 до 280 грамів, це вивірка середнього розміру. Вид менший і має коротший хвіст, ніж S. pyrrhinus і S. spadiceus, але більший, ніж Sciurillus pusillus. Ці три види зустрічаються в тому самому середовищі існування, що й Sciurus pachecoi. Довжина задньої лапи 49–56 мм, висота вух 21–25 мм. Спина коричнева з легким сірим відтінком, черево від світло-жовтого до оранжевого кольору. Волоски очеревини мають сіру основу. Перехід від забарвлення спини до черевця відбувається різко. Навколо очей є вузьке кільце помаранчевої шерсті. Світлих плям за вухами немає. Сіро-коричневий хвіст без кілець має легкий помаранчевий відтінок. У самиць вісім сосків.

## Середовище існування та спосіб життя
Sciurus pachecoi живе поодинці або парами і є переважно деревним. Він спускається на землю лише для того, щоб зібрати опалі фрукти, а потім швидко повертається на дерево, щоб з’їсти. Sciurus pachecoi будує своє гніздо, яке складається переважно зі смужок кори, у кронах пальм мурумуру (Astrocaryum murumuru), у порожнинах стовбурів Aspidosperma та в видовбаних норах деревних термітів, які будують свої нори з боків від стовбурів дерев. Sciurus pachecoi харчується фруктами та насінням, зокрема це рослини пальми Мурумуру та мускатного горіха. Плоди та насіння з пальм тварини спочатку збирають, складають у купу, а потім їдять окремо. Як і на інших вивірок, на S. pachecoi полюють хижі птахи. Корінні жителі час від часу тримають вивірку як домашнього улюбленця. 